# Харыялах (Оленёкский район)
Харыяла́х (якут. Харыйалаах) — село в Оленёкском районе Республики Саха (Якутия) России. Административный центр и единственный населённый пункт Кирбейского национального наслега.

## География
Село находится в северо-западной части Якутии, преимущественно на правом берегу реки Харыялах, вблизи места впадения её в реку Оленёк, на расстоянии 3 км от села Оленёк, административного центра района. Абсолютная высота — 137 м над уровнем моря.
Климат
Климат характеризуется как резко континентальный, с продолжительной морозной зимой. Абсолютный минимум температуры воздуха самого холодного месяца составляет −65 °C; абсолютный максимум самого тёплого месяца — 35 — 40 °C.
Часовой пояс
Село Харыялах находится в часовой зоне МСК+6. Смещение применяемого времени относительно UTC составляет +9:00.

## Население
| 2002 | 2010 | 2012 | 2013 | 2014 | 2015 | 2016 |
| ---- | ---- | ---- | ---- | ---- | ---- | ---- |
| 832  | ↗846 | ↗864 | ↘850 | ↗852 | ↘846 | ↘837 |
| 2017 | 2018 | 2019 | 2020 | 2021 |      |      |
| ↗846 | ↘841 | ↗843 | ↗855 | ↘843 |      |      |

Половой состав
По данным Всероссийской переписи населения 2010 года в гендерной структуре населения мужчины составляли 51,2 %, женщины — соответственно 48,8 %.
Национальный состав
Согласно результатам переписи 2002 года, в национальной структуре населения эвенки составляли 86 % из 832 чел.

## Улицы
| - ул. Батакаева, - ул. Заречная, - ул. Новая, | - ул. Октябрьская, - ул. Почтовая, - ул. Харитонова. |

## Инфраструктура
Функционируют средняя школа, больница, детский сад, реабилитационный центр для ветеранов и инвалидов и авиаплощадка для вертолётов.